# Silvio Gava
Silvio Gava (* 25. April 1901 in Vittorio Veneto, Provinz Treviso; † 23. Dezember 1999 in Rom) war ein italienischer Rechtsanwalt und Politiker der Democrazia Cristiana (DC), der unter anderem 28 Jahre Mitglied des Senats (Senato della Repubblica) sowie mehrfach Minister verschiedener Ressorts war.

## Leben
Nach dem Schulbesuch studierte Gava Rechtswissenschaften und war nach Abschluss des Studiums als Rechtsanwalt tätig.
Bei den Wahlen zum ersten Parlament Italiens nach dem Zweiten Weltkrieg wurde er am 18. April 1948 zum Mitglied des Senato della Repubblica gewählt und gehörte diesem als Mitglied der DC mehr als 28 Jahre bis zum 4. Juli 1976 an.
Während der ersten Legislaturperiode war Gava während der Amtszeit von Ministerpräsident Alcide De Gasperi zuerst von November 1949 bis Januar 1950 Unterstaatssekretär für den Schatz, dann Unterstaatssekretär für den Haushalt sowie anschließend von Juli 1951 bis Juli 1953 wieder für den Schatz.
Am 16. Juli 1953 berief ihn Ministerpräsident De Gasperi zum Minister für Industrie und Handel (Ministro dell’Industria e del Commercio) in dessen achtes Kabinett. Im Anschluss wurde er am 17. August 1953 von Ministerpräsident Giuseppe Pella zum Schatzminister (Ministro del Tesoro) ernannt und bekleidete dieses Amt auch in den nachfolgenden Regierungen von Amintore Fanfani, Mario Scelba und Antonio Segni bis zum 29. Januar 1956. In der Regierung von Ministerpräsident Adone Zoli war er später vom 29. Mai 1957 bis zum 30. Juni 1958 wiederum Minister für Industrie und Handel.
In der Zeit der dritten Legislaturperiode war von Juli 1958 bis Dezember 1960 zunächst Vorsitzender des Ständigen Ausschusses für Industrie, Binnen- und Außenhandel sowie Tourismus und danach von Oktober 1960 bis Mai 1963 Vorsitzender der Fraktion der DC im Senat. Das Amt des Fraktionsvorsitzenden hatte er auch während der achten und zu Beginn der neunten Legislaturperiode von Juli 1963 bis Dezember 1968 inne. Zugleich war er zwischen April 1962 und Mai 1963 Vorsitzender des Ständigen Ausschusses für Auswärtige Angelegenheiten.
Am 12. Dezember 1968 wurde Gava von Ministerpräsident Mariano Rumor zum Minister für Begnadigungen und Justiz (Ministro di Grazia e Giustizia) in dessen erstes Kabinett berufen und hatte diese Funktion auch während der zweiten Regierung Rumor bis zum 26. März 1970 inne. Im Anschluss wurde er am 27. März 1970 im dritten Kabinett Rumor Minister für Industrie, Handel und Kunsthandwerk (Ministro dell’Industria, del Commercio e dell’Artigianato) und übte dieses Amt auch in der nachfolgenden Regierung von Emilio Colombo und im ersten Kabinett von Giulio Andreotti bis zum 24. Juni 1972 aus.
Im darauffolgenden zweiten Kabinett Andreottis war er Minister ohne Geschäftsbereich (Ministro senza Portofiglio) für die Reform der öffentlichen Verwaltung sowie zuletzt vom 6. Juli 1973 bis 13. März 1974 in der vierten Regierung Rumor Minister ohne Geschäftsbereich für die Organisation der öffentlichen Verwaltung.
Sein Sohn Antonio Gava war Mitglied der Camera dei deputati sowie ebenfalls mehrmals Minister und Senator.